# Derek Luke
Derek Luke (ur. 24 kwietnia 1974 w Jersey City w stanie New Jersey) – amerykański aktor filmowy.

## Filmografia
- Antwone Fisher (2002) jako Antwone Fisher
- Pokonaj najszybszego (Biker Boyz, 2003) jako Kid
- Wizyta u April (Pieces of April, 2003) jako Bobby
- Światła stadionów (Friday Night Lights, 2004) jako Boobie Miles
- Spartan (2004) jako Curtis
- Rozpalić ogień (Catch a Fire, 2006) jako Patrick Chamusso
- Droga sławy (Glory Road, 2006) jako Bobby Joe Hill
- Ukryta strategia (Lions for Lambs, 2007) jako Arian
- Na pewno, być może (Definitely, Maybe, 2008) jako Russell McCormack
- Notorious (2009) jako Sean 'Puffy' Combs
- Alex of Venice (2014) jako Frank
- Trzynaście powodów (2017) jako Kevin Porter